# А-50
А-50 (изделие «А», по кодификации НАТО: Mainstay — «Оплот») — советский самолёт дальнего радиолокационного обнаружения и управления.
Создан на базе военно-транспортного самолёта Ил-76 на Таганрогском авиационном научно-техническом комплексе им. Г. М. Бериева совместно с НПО «Вега» (Московский научно-исследовательский институт приборостроения), на замену устаревшему на тот момент самолёту Ту-126.
Вместе с радиотехническим комплексом «Шмель», установленным на нём, образует авиационный комплекс радиолокационного дозора и наведения А-50.
А-50 может применяться для обнаружения и сопровождения воздушных и надводных целей, оповещения командных пунктов автоматизированных систем управления видов Вооружённых Сил о воздушной и надводной обстановке, применяться для управления самолётами истребительной и ударной авиации при их наведении на воздушные, наземные и морские цели, а также служить воздушным командным пунктом.
Принят на вооружение в 1989 году. Серийное производство осуществлялось в Ташкенте на заводе им. В. П. Чкалова.
Впервые был показан на МАКС-95. Участвовал в военных парадах 9 мая 2009, 2010, 2013, 2014, 2015, 2016 и 2020 годов в Москве.

## История создания
К началу 1970-х годов самолёт ДРЛО Ту-126 уже морально устарел и требовал замены.
Ещё в 1964 году по тематике развития РЛДНиО комплекса «Лиана» в Московском научно-исследовательском институте приборостроения НИИ-17 (п/я А-7866) были выполнены комплексные НИР: «Вега» (гл. конструктор — Ю. М. Крестьянов), «Улей-С4» (В. Ф. Погрешаев), «Пчела» (А. Т. Метельский), по результатам которых начата разработка РТК «Перископ-В» и «Шмель».
В 1969 году было принято правительственное решение о начале разработки нового самолёта ДРЛОиУ, который должен был обнаруживать и сопровождать скоростные малозаметные воздушные цели, летящие у земли. В качестве носителя радиотехнического комплекса рассматривались различные изделия авиационных КБ страны, но остановились на тяжёлом военно-транспортном самолёте Ил-76.
13.02.1973 года вышло ПСМ № 107-38 о создании самолета РЛ дозора А-50 с аппаратурой «Шмель». Головным разработчиком самолёта было определено Таганрогское ОКБ-49 под руководством А. К. Константинова.
В Таганроге на летающую лабораторию Ту-126ЛЛ(А) установили опытный радиотехнический комплекс «Шмель». Начиная с 1 августа 1977 года выполнено 9 оценочных полётов, затем самолёт передали в Раменское, где он продолжал использоваться для испытаний.
В этом же 1977 году в ОКБ Бериева начато переоборудование первого Ил-76, которое продолжалось более года.
Первый полёт с заводского аэродрома переоборудованного из серийного Ил-76 нового самолёта (ещё без радиоэлектронного комплекса) выполнен 19 декабря 1978 года, экипажем во главе с В. П. Демьяновским. Эта первая машина стала летающим стендом для отработки комплекса.
В сентябре 1977 года ОКБ Бериева передали второй Ил-76, а 30 марта 1981 года в Таганрог отправился и третий самолёт, переоборудование которого завершилось в октябре 1983 года.
16 августа 1979 года начались совместные государственные испытания, а также наземная отработка аппаратуры на борту машины. Всего в Таганроге с декабря 1978 по октябрь 1983 года в А-50 было переоборудовано три Ил-76. На первом А-50 определялись лётно-технические характеристики и опробовались системы обеспечения РТК, на втором сам РТК и пилотажно-навигационный комплекс «Пунктир», на третьем — комплекс РЭП и спецоборудование.
Основная часть ГСИ проходила в ГК НИИ ВВС на аэродроме Ахтубинск в период с 1980 по 1985 год. Председателем госкомиссии был назначен Главный маршал авиации П. С. Кутахов. По воспоминаниям участников событий, каждый испытательный полёт А-50 занимал практически полный рабочий день всего испытательного ахтубинского полигона, так как требовал привлечения значительного количества оборудования, самолётов и наземных измерительных пунктов из состава трекового комплекса.
.
Для отработки радиотехнического комплекса «Шмель» и организации производства на базе МНИИП как головного предприятия с 1.09.1980 г. было образовано НПО «Вега» Минрадиопрома СССР (предприятие «п/я М-5699»). В его состав вошли также НИИРО и Малоярославецкий завод (с 3.05.1988 г. – НПО «Вега-М»).
В 1987 году для отработки модернизированного комплекса «Шмель-2» была переоборудована летающая лаборатория под шифром Ту-126 ЛЛ(2А). Самолёт передали в ГК НИИ ВВС, где он находился на испытаниях до октября 1990 года, когда Постановлением Совета министров СССР работы по созданию самолётов были прекращены. Машина была отправлена на свалку в 1992 году. В качестве временной меры была создана переходная версия самолёта, который оснастили модернизированным комплексом «Шмель-М», имеющим увеличенную дальность обнаружения целей и расширенные возможности по их сопровождению. Кроме того, РЛС этих А-50 имеет пассивный режим определения и противодействия средствам РЭБ противника, а быстродействие ЦВМ выросло почти в 2 раза за счёт обновления элементной базы. В зарубежных источниках его иногда называют А-50У и А-50М, что не совсем верно. На вооружение модернизированный самолёт поступил в 1990 году.
Радиолокационная станция, работающая в сантиметровом диапазоне, способна обнаружить цель класса «истребитель», летящую на малой высоте на дальности до 200—400 км, на большой высоте — 300—600 км. Морские цели обнаруживаются на удалении до 400 км. Количество одновременно сопровождаемых целей до 150, число одновременно наводимых истребителей — 10—12.
С 1985 по 1988 год выполнялась опытная эксплуатация А-50 на базе строевых частей.
Официально на вооружение комплекс был принят в 1989 году.
Все серийные самолёты А-50 были построены на Ташкентском авиазаводе (ТАПОиЧ). Для этого на заводе была создана соответствующая инфраструктура. Для наземных испытаний и доводки оборудования РТК на территории авиазавода и его лётно-испытательной станции (ЛИС) создали целый ряд наземных стендов и специально организовали филиалы НПО «Вега-М» и ПО «Октябрь». Трудоёмкость производства А-50 по сравнению с Ил-76МД была больше в 6-7 раз.
Цена самолёта на начало 1990-х гг. составляла 250—270 млн долларов, что было в 10 раз дороже производства базовой транспортной модели Ил-76, и в целом выходила дороже постройки одного Ту-160 или Ан-124.
После распада СССР дооснащение и модернизация этих самолётов выполнялись на ТАНТК имени Бериева.
За создание данного комплекса Постановлением Правительства РФ от 16 января 1996 года группе ведущих специалистов авиационной и радиотехнической промышленности, а также ВВС присуждена Государственная премия РФ в области науки и техники. Среди лауреатов А. К. Константинов, Г. С. Панатов и С. А. Атаянц.

### Модернизация (А-50У)
В 2003 году начались работы по модернизации находящихся в строю А-50, причём, как непосредственно РТК, так и самолёта. В полном объёме они развернулись в 2008 году. Самолёт получил наименование А-50У.
Заводские испытания машины продолжались до июля 2009 года, а совместные завершились 26 ноября того же года.
Помимо работ по радиотехническому комплексу, были усовершенствованы САУ и комплекс связи. Модернизированы рабочие места членов тактического экипажа самолёта, теперь информация отображается не на дисплеях с ЭЛТ, а на жидкокристаллических индикаторах (однако определённый скепсис вызывает широкое применение в оборудовании самолёта комплектующих иностранного производства).
В отсеке операторов РТК оборудованы места для отдыха и буфет с бытовым оборудованием.
Высоких технических характеристик РЛС удалось достигнуть за счёт введения сквозного канала цифровой обработки радиолокационной информации и модернизации приёмного и передающего устройств; нарастить возможности функционального программного обеспечения позволила замена БЦВМ на новую, которая построена на современных цифровых вычислительных машинах с большей производительностью и быстродействием. Модернизации подвергнута также система отображения на рабочих местах операторов.

## Конструкция
Основное оборудование самолёта — радиотехнический комплекс «Шмель». В составе комплекса:
- трёхкоординатная РЛС с пассивным каналом пеленгации;
- аппаратура съёма и отображения полученной информации;
- система активного запроса—ответа и передачи команд или информации целеуказания перехватчикам;
- цифровой вычислительный комплекс, построен на базе 4-х БЦВМ А-30
- аппаратура командной линии радиоуправления;
- система связи, ЗАС и телекодовая аппаратура;
- аппаратура документирования;
- система государственного опознавания.

Вес аппаратуры — 20 тонн.
С комплексом работают 10—11 операторов (командир РТК, старший штурман наведения, два штурмана наведения, старший оператор сопровождения и два оператора сопровождения, а также бортинженеры РТК, РЛС, средств связи). 

Лётный экипаж — 5 человек.
Помимо комплекса «Шмель», на самолёте установлен бортовой комплекс обороны, в составе которого средства активного и пассивного радиопротиводействия, а также системы постановки инфракрасных помех.
Планер самолёта получил следующие изменения в конструкции:
- новый носовой обтекатель;
- вместо остекления штурманской кабины установлен радиопрозрачный обтекатель;
- установлена штанга дозаправки;
- на левом борту отсутствуют дверь и люк аварийного выхода № 1;
- перед крылом установлен обтекатель антенн спутниковой связи;
- за крылом установлен на пилонах вращающийся грибообразный обтекатель антенны РЛС кругового обзора диаметром 10,5 м и высотой 2 м;
- в основании киля установлен воздухозаборник систем охлаждения аппаратуры РТК;
- увеличенные боковые обтекатели, для размещения дополнительного оборудования и более мощной ВСУ;
- на боковых обтекателях установлены отражающие экраны, выполненные в виде аэродинамических поверхностей (крылышек);
- зашиты створки грузового люка;
- иллюминаторы основного и аварийных выходов, боковые и верхние окна кабины лётчиков, а также окна кабины штурмана имеют металлизацию для защиты экипажа от СВЧ-излучения.

## Модификации
| Название модели | Краткие характеристики, отличия. |
| --------------- | --- |
| А-50            | Первая серийная модификация. |
| А-50М           | Самолёт с модернизированным комплексом «Шмель-М» |
| А-50И           | Совместная российско-израильская модификация А-50, предназначенная для ВВС КНР. Для этого на ТАНТК был переоборудован один из серийных А-50, с последующим дооснащением РТК в Израиле. По разным причинам проект не был осуществлён, и самолёт без РТК передали Китаю, где он был достроен собственными силами. Получил обозначение KJ-2000. |
| А-50ЭИ          | Экспортный вариант АК ДРЛО для ВВС Индии. Построен путём переоборудования самолёта Ил-76ТД, на котором установили двигатели ПС-90А-76 и РТК с многофункциональной импульсно-доплеровской РЛС EL/W-2090 израильской фирмы Elta. |
| А-50У           | Вариант модернизации серийных самолётов А-50. Установлен новый радиотехнический комплекс с улучшенными параметрами по обнаружению низколетящих и малозаметных воздушных целей (в том числе сверхзвуковых и вертолётов, в условиях применения средств РЭП) построен с применением элементной базы Intel, снижена масса аппаратуры, за счёт этого увеличен запас топлива. Все ЭЛТ-дисплеи заменены на ЖКИ. Оборудованы комнаты отдыха и кухня. Первый самолёт передан ВВС 31.10.2011 г. 7 марта 2017 года передан Российским ВКС четвёртый модернизированный самолёт с бортовым номером 41 и собственным названием «Таганрог». 6 декабря 2018 года передан Российским ВКС очередной модернизированный самолёт с бортовым номером 45 «Красный». |

Примечание. Самолёт «976 СКИП», несмотря на схожий с А-50 внешний вид, не имеет отношения к самолётам ДРЛО и предназначен для совершенно других задач: самолёты задействованы для контроля параметров при испытаниях баллистических и крылатых ракет. Базируются в Раменском 4 машины (на хранении).

## На вооружении
Россия:
- ВВС России — 2 А-50 и 8 А-50У, по состоянию на 2024 год[7].

 Индия:
- ВВС Индии — 3 А-50ЭИ, по состоянию на 2014 год[8]. В 2003 году был заключён контракт на поставку 3 А-50ЭИ, который был выполнен в 2010 году[8].

 СССР:
- Авиация ПВО СССР :
  - 67-я отдельная авиационная эскадрилья ДРЛО в/ч 32457 (20 машин), аэродром Зокняй, г. Шауляй, Литовская ССР (с 1985 до 1992 года). Расформирована, самолёты переданы в 144-й ОТАП ДРЛО.
  - Авиационный отряд (два А-50 и 1 Ил-76) в составе 192-го гв. Керченского Краснознамённого ВТАП (в/ч 26212), аэродром Укурей (Ареда), РСФСР, с 1985 по 1995 гг. Формировался на аэродроме Улан-Удэ (Восточный) в 1985 году, перелетел в Укурей в 1988 году. Расформирован, самолёты переданы в 144-й ОТАП ДРЛО.
  - 18-й отдельный авиационный отряд ДРЛО (два А-50 и 1 Ил-76) на аэродроме Витебск-Северный (с 1985 года). В 1993 году 18-й ОАО передан в состав ВС РФ и перелетел на аэр. Ахтубинск 929-го ГЛИЦ, в дальнейшем вошёл в штат 144-го ОТАП ДРЛО.
  - 144-й отдельный полк ДРЛО в/ч 89449. Сформирован на аэродроме Берёзовка (Печора) в 1989 году, 20 самолётов А-50. Передислоцирован на аэродром Иваново (Северный) в 1998 году.

ТЭЧ 978-го отдельного транспортного полка авиации ПВО на аэродроме Клин (Клин-5) была единственной, которая ремонтировала и проводила регламенты Ил-76 и А-50, в результате чего данные самолёты регулярно перелетали на данный аэродром для планового технического обслуживания.
Некоторые источники ошибочно указывают на ещё одного эксплуатанта А-50 — Иран, но на самом деле там была собственная разработка самолёта ДРЛО на базе Ил-76МД под названием «Adnan-2».

## Эксплуатация
Первый самолёт А-50 перелетел на аэродром Шауляй в 1984 году, следующие четыре перелетели в 1987, ещё по пять машин поступили в 1988 и в 1989 годах. В 1984 году, работая с аэродрома Витебск, А-50 принял участие в учениях «Запад-84» (с посадками на аэродромах в ГДР и Польше).
В Витебске и Улан-Удэ было сформировано по авиационному отряду на А-50. Штатная численность каждого отряда составляла два А-50 и один Ил-76.
На А-50 все воинские звания по штату были на ступень выше, чем в аналогичных подразделениях ВТА. Отличительной особенностью комплектования подразделений ДРЛО на А-50 было практически полное отсутствие в штате военнослужащих срочной службы (то есть только офицеры и прапорщики).
Всё время А-50 были засекречены.
Первая встреча А-50 с разведчиком НАТО произошла 4 декабря 1987 года над Баренцевым морем, когда самолёт попал в объективы норвежского патрульного самолёта Р-3В «Орион».
В 1988—1991 годах самолёты А-50 несли боевое дежурство в системе ПВО. Также, с целью отработки взаимодействия А-50 облетели всю страну, с посадкой на всех более-менее крупных аэродромах на территории СССР.

### Боевое применение
С начала эксплуатации самолёты типа А-50 привлекаются к участию в различных учениях и других подобных мероприятиях. Периодически выполняются вылеты на контроль воздушного пространства сопредельных территорий (например, А-50 работали над Чёрным морем по Турции, во время войны в Ираке).
Начиная с конца 1994 года, три самолёта базировались на оперативном аэродроме Приволжский и осуществляли контроль воздушного пространства над Чечнёй, с целью недопущения воздушного сообщения между Чечнёй и сопредельными территориями, откуда сепаратистам могли оказывать помощь. Аналогичные задачи самолёты А-50 выполняли и во время Второй чеченской войны зимой 1999—2000 годов.
В апреле 2000 года один экземпляр А-50 был взят ВВС Индии в краткосрочную аренду у ВВС России вместе с российским экипажем. Самолёт базировался на аэродроме Чандиханг; было выполнено десять полётов на контроль воздушного пространства. Полёты осуществлял российский экипаж, при этом на борту присутствовали индийские военнослужащие.
С конца 2015 года А-50 входит в состав Авиационной группы ВКС России в Сирии и используется для целей  сирийской военной операции. А-50У «Таганрог» в декабре 2017 года возвратился из Сирии в аэродром Иваново-Северный. Один самолёт был переброшен на авиабазу Хмеймим в феврале 2018 года.
А-50ЭИ применялся Индией в ходе пограничного конфликта с Пакистаном в 2019 году.
А-50 применяются в ходе вторжения России на Украину. По данным СМИ, один самолёт был серьёзно повреждён в результате атаки беспилотниками на военном аэродроме в Мачулищах 26 февраля 2023 года, второй был сбит над Азовским морем 14 января 2024 года, и третий самолёт (модификации А-50У), был сбит над Краснодарским краем 23 февраля 2024 года. С российской стороны сбитие самолёта 23 февраля 2024 года получило подтверждение от Следственного комитета Российской Федерации, по материалам которого А-50 был сбит 138-й зенитной ракетной бригадой ВСУ, что привело к гибели 10 членов экипажа. 1 июня 2025 года в рамках Операции СБУ «Паутина», вероятно, были уничтожены или повреждены ещё два борта.

## Лётно-технические характеристики

### Технические характеристики
- Число мест:

- Экипаж: 5 человек
- Тактический экипаж: 10 человек

- Длина: 48,27 м
- Размах крыла: 50,5 м
- Высота: 14,8 м
- Максимальный диаметр фюзеляжа: 4,8 м
- Площадь крыла: 300 м²
- Нормальная взлётная масса: 190 000 кг
- Объём топлива: 109 480 л
- Двигатели: 4 × ТРДД «Д-30КП»
  - Тяга максимальная: 4 × 12 000 кгс

### Лётные характеристики
- Крейсерская скорость: 800 км/ч
- Практическая дальность: 7500 км
- длина разбега: 1540 м
- длина пробега: 1050 м
- Продолжительность полёта:
  - Максимальная без дозаправки: 9,3 ч.
  - Патрулирование на удалении 1000 км:
    - Без дозаправки: 4 ч.
    - С 1 дозаправкой: 7 ч.
- Практический потолок: 12 000 м
- Нагрузка на крыло: 633 кг/м²
- Тяговооружённость: 0,34 кгс/кг

### Радиолокационная станция
Источники
- Дальность обнаружения воздушных целей:
  - факелы баллистических нестратегических ракет: 800 км (оптическими средствами)
  - бомбардировщиков: до 650 км
  - истребителей: 450 км
  - крылатых ракет (ЭПР = 1 м²): 215 км
- Дальность обнаружения наземных целей:
  - одиночной цели типа пусковой установки оперативно-тактических ракет: до 300 км
  - групповой цели типа «колонна танков»: до 250 км
- Дальность обнаружения морских целей (с ЭПР 250 м²): до радиогоризонта
- Количество сопровождаемых воздушных целей: до 300
- Диапазон частот:
  - радиотехнической разведки: 0,5~18 ГГц
  - радиоразведки: 50~500 МГц
- Количество управляемых истребителей:
  - командное наведение: 12
  - бортовое наведение: 30[26]

## Операция "Паутина"
1 июня 2025 года в рамках операции "Паутина" украинские силы атаковали российские аэродромы, в том числе в Иваново, повредив или уничтожив несколько самолетов, включая А-50. СБУ заявила об уничтожении 41 самолета, включая А-50, что подтверждается спутниковыми снимками и видеоматериалами. Повреждения самолетов, в том числе двух А-50 на аэродроме Иваново, подтверждаются независимыми источниками и OSINT-аналитиками. Россия после операции "Паутина" перебазировала часть бомбардировщиков на Дальний Восток 